# ルイス・オバージェ
ルイス・カルロス・オバージェ・ビクトリア（Luis Carlos Ovalle Victoria 、1988年9月7日 - ）は、パナマ・パナマ市出身のプロサッカー選手。サッカーパナマ代表。デポルティーボ・ラ・グアイラ所属。ポジションはDF。

## 経歴
2007年、カナダで開催された2007 FIFA U-20ワールドカップに参加した。
2010年12月、フレンドリーマッチのホンジュラス代表戦でフル代表デビュー。
2018年夏、2018 FIFAワールドカップに参加。

## 所属クラブ
- スポルティング・サンミゲリート 2005-2008

→ CFモンテレイ B 2008 (loan)
- UDチョリージョ 2009-2010
- スポルティング・サンミゲリート 2010-2012

→ パトリオタス・ボヤカ 2012 (loan)
- サモラFC 2013-2017
- デポルテス・トリマ 2017
- CDオリンピア 2018
- スポルティング・サンミゲリート 2018
- アトレティコ・ベネズエラFC 2019
- デポルティーボ・タチラFC 2019-2020
- CDプラサ・アマドール 2020
- タウロFC 2020-2021
- サンフランシスコFC 2021
- デポルティーボ・ラ・グアイラ 2022-

## 代表歴

### 出場大会
- パナマ代表
  - 2018 FIFAワールドカップ

### 試合数
- 国際Aマッチ 27試合 0得点（2010年-2018年）[3]

| パナマ代表 | 国際Aマッチ | 国際Aマッチ |
| 年         | 出場        | 得点        |
| ---------- | ----------- | ----------- |
| 2010       | 1           | 0           |
| 2011       | 0           | 0           |
| 2012       | 2           | 0           |
| 2013       | 0           | 0           |
| 2014       | 0           | 0           |
| 2015       | 1           | 0           |
| 2016       | 5           | 0           |
| 2017       | 14          | 0           |
| 2018       | 4           | 0           |
| 通算       | 27          | 0           |